# クンラブット・ビチットサーン
クンラブット・ビチットサーン（英: Kunlavut Vitidsarn、タイ語: กุลวุฒิ วิทิตศานต์、2001年5月11日 - ）は、タイの男子バドミントン選手。世界ジュニア選手権男子シングルスで史上初の3連覇者。2023年に世界選手権の男子シングルスで、タイ人初となる優勝を達成した。2024年パリオリンピックの男子シングルス銀メダリスト。タイ人史上初の五輪バドミントン競技のメダリスト。2025年6月3日に、男子シングルスでタイ人史上初の世界ランク1位を達成。
同世代に奈良岡功大やラクシャ・セン、ブライアン・ヤンなどの天才選手を多く揃えるが、その中でも世界ジュニア3連覇を果たすなど、この黄金世代と呼ばれる世代を牽引してきた。

## 経歴
ジュニア時代には、男子シングルスで世界ジュニア選手権を3度優勝しており、これは男子シングルスとしては歴史上初の快挙であった。
2021年のBWFワールドツアーファイナルズでは、準決勝でBWF世界ランキング2位のリー・ジージャを破り決勝に進出するが、決勝で世界ランキング1位のビクター・アクセルセンに敗れ準優勝となった。
2022年、世界バドミントン選手権では、2度目の出場にして決勝まで駒を進めるが、決勝でビクター・アクセルセンに21-5、21-16でストレートで敗れ準優勝となった。
2023年、インドオープンの決勝にて世界王者ビクター・アクセルセンと対決し、22-20、10-21、21-12とフルセットまでもつれた激闘の末に優勝を飾った。

## 概要
- 5歳下の妹に、ジュニアランキング3位のサルンラック・ビチットサーンがいる。

## 成績

### 世界選手権
| 年   | 開催地         | 対戦相手               | スコア             | 結果   |
| ---- | -------------- | ---------------------- | ------------------ | ------ |
| 2023 | コペンハーゲン | 奈良岡功大             | 19-21, 21-18, 21-7 | 優勝   |
| 2022 | 東京           | ビクター・アクセルセン | 5-21, 16-21        | 準優勝 |

### BWFワールドツアー
| 年   | 大会                          | レベル       | 対戦相手               | スコア              | 結果   |
| ---- | ----------------------------- | ------------ | ---------------------- | ------------------- | ------ |
| 2023 | タイ・オープン                | スーパー500  | 李卓耀                 | 21-12, 21-10        | 優勝   |
| 2023 | インド・オープン              | スーパー750  | ビクター・アクセルセン | 22-20, 10-21, 21-12 | 優勝   |
| 2022 | ドイツ・オープン              | スーパー300  | ラクシャ・セン         | 21-18, 21-15        | 優勝   |
| 2021 | BWFワールドツアーファイナルズ | スーパー1000 | ビクター・アクセルセン | 12-21, 8-21         | 準優勝 |
| 2021 | スイス・オープン              | スーパー300  | ビクター・アクセルセン | 16-21, 6-21         | 準優勝 |
| 2020 | スペイン・マスターズ          | スーパー300  | ビクター・アクセルセン | 16-21, 13-21        | 準優勝 |

### 世界ジュニア選手権
| 年   | 開催地           | 対戦相手           | スコア             | 結果 |
| ---- | ---------------- | ------------------ | ------------------ | ---- |
| 2019 | カザン           | クリスト・ポポフ   | 21-8, 21-11        | 優勝 |
| 2018 | マーカム         | 奈良岡功大         | 21-9, 21-11        | 優勝 |
| 2017 | ジョグジャカルタ | レオン・ジュンハオ | 17-21, 21-15, 21-9 | 優勝 |